# 437 Rhodia
437 Rhodia là một tiểu hành tinh ở vành đai chính. Nó có cường độ phản chiếu ánh sáng cao nhất trong số các tiểu hành tinh vành đai chính.
Tiểu hành tinh này do Auguste Charlois phát hiện ngày 16.7.1898 ở Nice và được đặt theo tên Rhodia, một trong số nữ thần oceanid trong thần thoại Hy Lạp.